# Trébons-de-Luchon
Trébons-de-Luchon est une commune française située dans le sud-ouest du département de la Haute-Garonne, en région Occitanie.
Sur le plan historique et culturel, la commune est dans le pays de Comminges, correspondant à l’ancien comté de Comminges, circonscription de la province de Gascogne située sur les départements actuels du Gers, de la Haute-Garonne, des Hautes-Pyrénées et de l'Ariège. Exposée à un climat de montagne, elle est drainée par le Neste d'Oueil, la Neste d'Oô et par deux autres cours d'eau. La commune possède un patrimoine naturel remarquable composé de trois zones naturelles d'intérêt écologique, faunistique et floristique.
Trébons-de-Luchon est une commune rurale qui compte 8 habitants en 2022, après avoir connu un pic de population de 99 habitants en 1800. Elle fait partie de l'aire d'attraction de Bagnères-de-Luchon. Ses habitants sont appelés les Trébonois ou  Trébonoises.
Le patrimoine architectural de la commune comprend un immeuble protégé au titre des monuments historiques : l'église Saint-Julien, inscrite en 1979.

## Géographie

### Localisation
La commune de Trébons-de-Luchon se trouve dans le département de la Haute-Garonne, en région Occitanie.
Elle se situe à 114 km à vol d'oiseau de Toulouse, préfecture du département, à 36 km de Saint-Gaudens, sous-préfecture, et à 3 km de Bagnères-de-Luchon, bureau centralisateur du canton de Bagnères-de-Luchon dont dépend la commune depuis 2015 pour les élections départementales.
La commune fait en outre partie du bassin de vie de Bagnères-de-Luchon.
Les communes les plus proches sont : 
Cazaril-Laspènes (1,1 km), Saccourvielle (1,3 km), Benque-Dessous-et-Dessus (1,5 km), Saint-Aventin (1,6 km), Castillon-de-Larboust (2,6 km), Saint-Paul-d'Oueil (2,7 km), Bagnères-de-Luchon (2,7 km), Moustajon (2,8 km).
Sur le plan historique et culturel, Trébons-de-Luchon fait partie du pays de Comminges, correspondant à l’ancien comté de Comminges, circonscription de la province de Gascogne située sur les départements actuels du Gers, de la Haute-Garonne, des Hautes-Pyrénées et de l'Ariège.
Trébons-de-Luchon est limitrophe de quatre autres communes.
Les communes limitrophes sont  Benque-Dessous-et-Dessus, Cazarilh-Laspènes, Saccourvielle et Saint-Aventin.
| Benque-Dessous-et-Dessus (sur 100 m) | Saccourvielle     |                   |
|                                      | Trébons-de-Luchon | Cazarilh-Laspènes |
| Saint-Aventin                        |                   |                   |

### Géologie et relief
La superficie de la commune de est de 83 hectares ce qui en fait la plus petite superficie de la Haute-Garonne ; son altitude varie de 720  à   1 447 mètres.

### Hydrographie

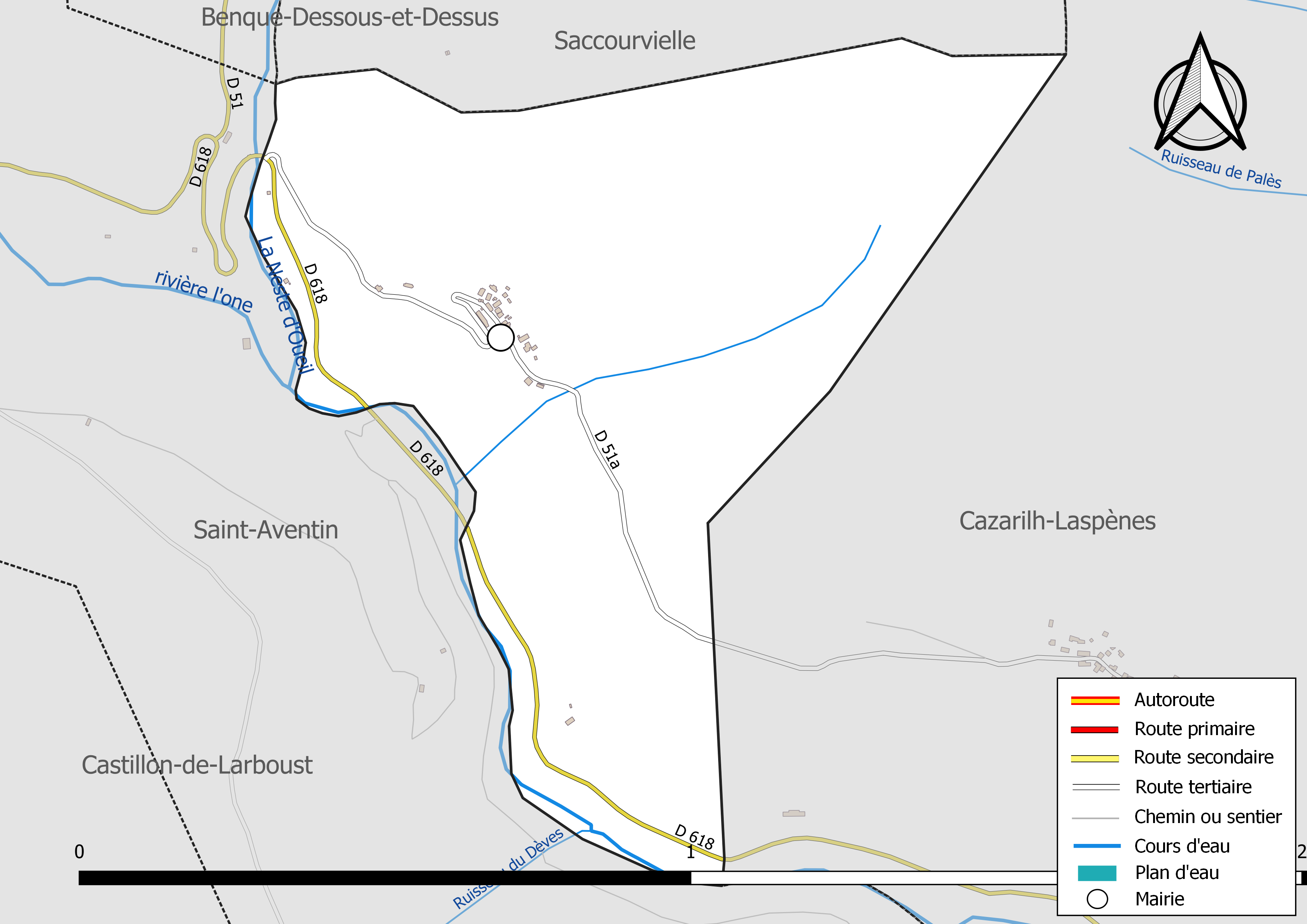
Réseaux hydrographique et routier de Trébons-de-Luchon.

La commune est dans le bassin de la Garonne, au sein du bassin hydrographique Adour-Garonne. Elle est drainée par la Neste d'Oueil, la Neste d'Oô, le ruisseau du Dèves et par un petit cours d'eau, constituant un réseau hydrographique de 1 km de longueur totale,.
La Neste d'Oueil, d'une longueur totale de 12 km, prend sa source dans la commune de Bourg-d'Oueil et s'écoule vers le sud-est. Elle traverse la commune et se jette dans la rivière l'One à Saint-Aventin, après avoir traversé 9 communes.
La Neste d'Oô, d'une longueur totale de 20,9 km, prend sa source dans la commune d'Oô et s'écoule vers le nord puis se réoriente vers l'est. Elle traverse la commune et se jette dans la Pique à Bagnères-de-Luchon, après avoir traversé 7 communes.

### Climat
Pour des articles plus généraux, voir Climat de l'Occitanie et Climat de la Haute-Garonne.
En 2010, le climat de la commune est de type climat de montagne, selon une étude s'appuyant sur une série de données couvrant la période 1971-2000. En 2020, Météo-France publie une typologie des climats de la France métropolitaine dans laquelle la commune est exposée à un climat de montagne ou de marges de montagne et est dans la région climatique Pyrénées centrales, caractérisée par une pluviométrie annuelle de 1 000 à 1 200 mm.
Pour la période 1971-2000, la température annuelle moyenne est de 9,2 °C, avec une amplitude thermique annuelle de 15,6 °C. Le cumul annuel moyen de précipitations est de 1 169 mm, avec 9,6 jours de précipitations en janvier et 8,5 jours en juillet. Pour la période 1991-2020, la température moyenne annuelle observée sur la station météorologique la plus proche, située sur la commune de Bagnères-de-Luchon à 3 km à vol d'oiseau, est de 11,5 °C et le cumul annuel moyen de précipitations est de 940,5 mm,. Pour l'avenir, les paramètres climatiques de la commune estimés pour 2050 selon différents scénarios d'émission de gaz à effet de serre sont consultables sur un site dédié publié par Météo-France en novembre 2022.

### Milieux naturels et biodiversité

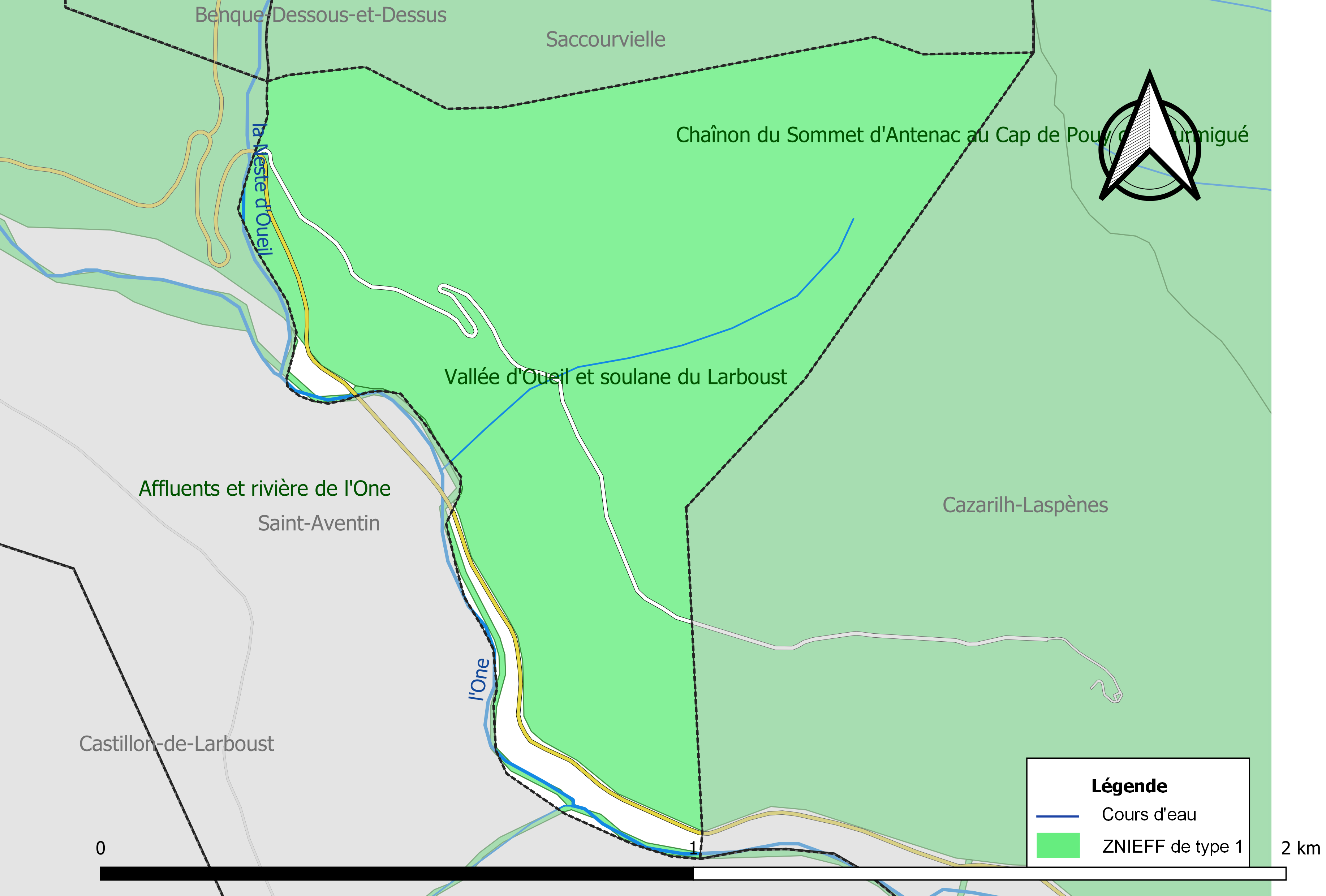
Carte des ZNIEFF de type 1 localisées sur la commune.

L’inventaire des zones naturelles d'intérêt écologique, faunistique et floristique (ZNIEFF) a pour objectif de réaliser une couverture des zones les plus intéressantes sur le plan écologique, essentiellement dans la perspective d’améliorer la connaissance du patrimoine naturel national et de fournir aux différents décideurs un outil d’aide à la prise en compte de l’environnement dans l’aménagement du territoire.
Deux ZNIEFF de type 1 sont recensées sur la commune :
les « affluents et rivière de l'One » (61 ha), couvrant 12 communes du département et 
la « vallée d'Oueil et soulane du Larboust » (6 150 ha), couvrant 27 communes dont 21 dans la Haute-Garonne et six dans les Hautes-Pyrénées
et une ZNIEFF de type 2, : 
la « Haute montagne en Haute-Garonne » (33 294 ha), couvrant 49 communes dont 41 dans la Haute-Garonne et huit dans les Hautes-Pyrénées.

## Urbanisme

### Typologie
Au 1er janvier 2024, Trébons-de-Luchon est catégorisée commune rurale à habitat très dispersé, selon la nouvelle grille communale de densité à sept niveaux définie par l'Insee en 2022.
Elle est située hors unité urbaine. Par ailleurs la commune fait partie de l'aire d'attraction de Bagnères-de-Luchon, dont elle est une commune de la couronne,. Cette aire, qui regroupe 44 communes, est catégorisée dans les aires de moins de 50 000 habitants,.

### Occupation des sols
L'occupation des sols de la commune, telle qu'elle ressort de la base de données européenne d’occupation biophysique des sols Corine Land Cover (CLC), est marquée par l'importance des forêts et milieux semi-naturels (100 % en 2018), une proportion identique à celle de 1990 (100 %). La répartition détaillée en 2018 est la suivante : 
forêts (80,3 %), milieux à végétation arbustive et/ou herbacée (18,6 %), espaces ouverts, sans ou avec peu de végétation (1,1 %). L'évolution de l’occupation des sols de la commune et de ses infrastructures peut être observée sur les différentes représentations cartographiques du territoire : la carte de Cassini (XVIIIe siècle), la carte d'état-major (1820-1866) et les cartes ou photos aériennes de l'IGN pour la période actuelle (1950 à aujourd'hui).

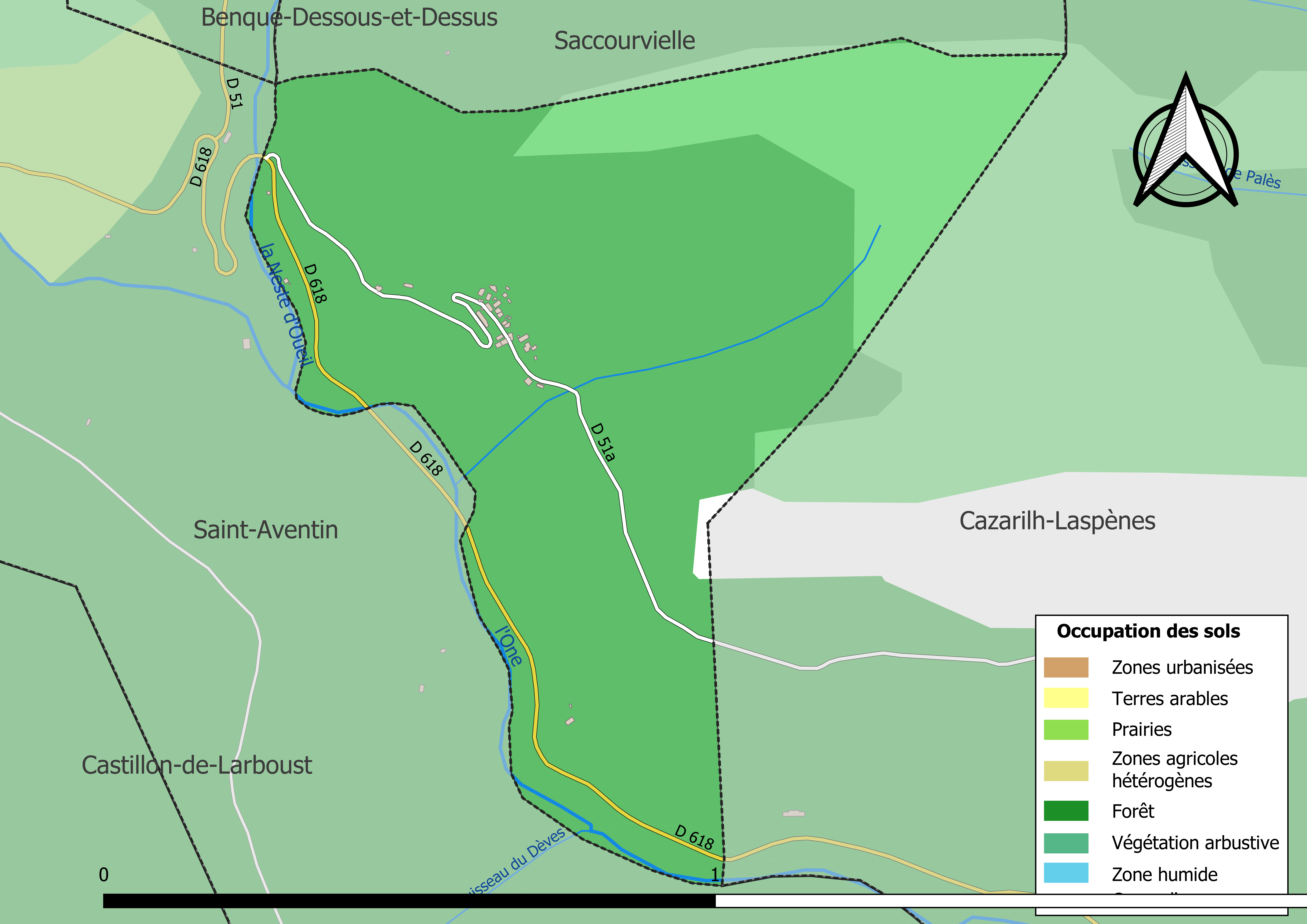
Carte des infrastructures et de l'occupation des sols de la commune en 2018 (CLC).

### Voies de communication et transports
Accès avec l'ancienne route nationale 618.

### Risques majeurs
Le territoire de la commune de Trébons-de-Luchon est vulnérable à différents aléas naturels : météorologiques (tempête, orage, neige, grand froid, canicule ou sécheresse), feux de forêts et séisme (sismicité moyenne). Il est également exposé à un risque technologique, la rupture d'un barrage, et à un risque particulier : le risque de radon. Un site publié par le BRGM permet d'évaluer simplement et rapidement les risques d'un bien localisé soit par son adresse soit par le numéro de sa parcelle.

#### Risques naturels
Un plan départemental de protection des forêts contre les incendies a été approuvé par arrêté préfectoral du 25 septembre 2006. Trébons-de-Luchon est exposée au risque de feu de forêt du fait de la présence sur son territoire du massif des Pyrénées. Il est ainsi défendu aux propriétaires de la commune et à leurs ayants droit de porter ou d’allumer du feu dans l'intérieur et à une distance de 200 mètres des bois, forêts, plantations, reboisements ainsi que des landes. L’écobuage est également interdit, ainsi que les feux de type méchouis et barbecues, à l’exception de ceux prévus dans des installations fixes (non situées sous couvert d'arbres) constituant une dépendance d'habitation,

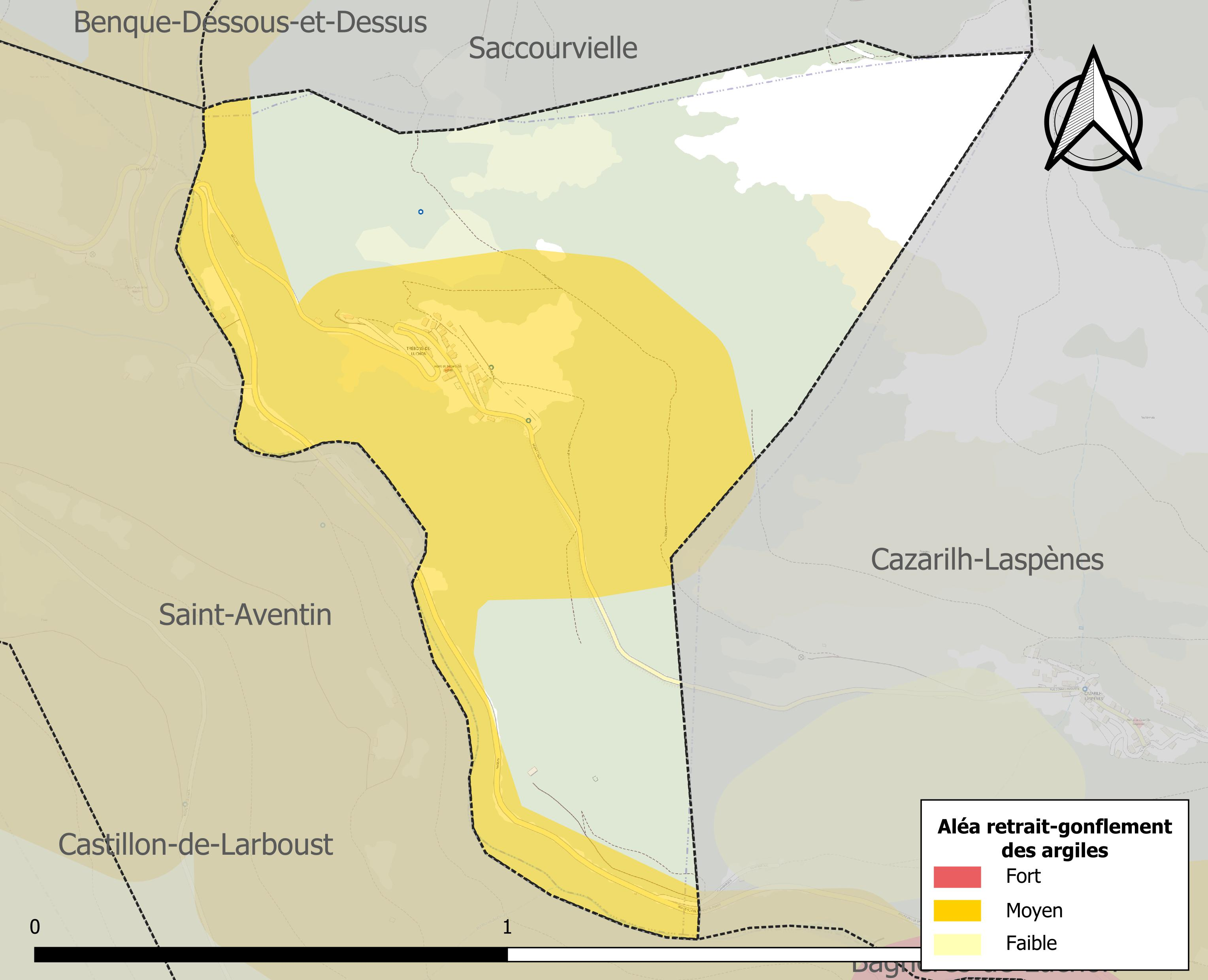
Carte des zones d'aléa retrait-gonflement des sols argileux de Trébons-de-Luchon.

Le retrait-gonflement des sols argileux est susceptible d'engendrer des dommages importants aux bâtiments en cas d’alternance de périodes de sécheresse et de pluie. 46,2 % de la superficie communale est en aléa moyen ou fort (88,8 % au niveau départemental et 48,5 % au niveau national). Sur les 17 bâtiments dénombrés sur la commune en 2019, 16 sont en aléa moyen ou fort, soit 94 %, à comparer aux 98 % au niveau départemental et 54 % au niveau national. Une cartographie de l'exposition du territoire national au retrait gonflement des sols argileux est disponible sur le site du BRGM,.
Par ailleurs, afin de mieux appréhender le risque d’affaissement de terrain, l'inventaire national des cavités souterraines permet de localiser celles situées sur la commune.
Concernant les mouvements de terrains, la commune a été reconnue en état de catastrophe naturelle au titre des dommages causés par des mouvements de terrain en 1999.

#### Risques technologiques
La commune est en outre située en aval du barrage du Portillon sur la Neste d'Oô. À ce titre elle est susceptible d’être touchée par l’onde de submersion consécutive à la rupture de cet ouvrage.

#### Risque particulier
Dans plusieurs parties du territoire national, le radon, accumulé dans certains logements ou autres locaux, peut constituer une source significative d’exposition de la population aux rayonnements ionisants. Certaines communes du département sont concernées par le risque radon à un niveau plus ou moins élevé. Selon la classification de 2018, la commune de Trébons-de-Luchon est classée en zone 3, à savoir zone à potentiel radon significatif.

## Politique et administration

### Rattachements administratifs et électoraux
Commune faisant partie de la huitième circonscription de la Haute-Garonne, de la communauté de communes des Pyrénées Haut-Garonnaises et du canton de Bagnères-de-Luchon.

### Liste des maires
| Période                                  | Période  | Identité            | Étiquette | Qualité  |
| ---------------------------------------- | -------- | ------------------- | --------- | -------- |
| 1830                                     | 1835     | Michel Sacome       |           |          |
| 1835                                     | 1843     | Pierre Trespaillé   |           |          |
| 1843                                     | 1861     | Noël Trespaillé     |           |          |
| 1861                                     | 1865     | Joseph Laurens      |           |          |
| 1865                                     | 1868     | Michel Sacome       |           |          |
| 1868                                     | 1870     | Sébastien Laurens   |           |          |
| 1870                                     | 1877     | Joseph Mengarduque  |           |          |
| 1877                                     | 1887     | Joseph Laurens      |           |          |
| 1887                                     | 1900     | Joseph Mengarduque  |           |          |
| 1900                                     | ?        | Alexis Laurens      |           |          |
|                                          |          |                     |           |          |
| 1958                                     | 2011     | Pierre Caussette    |           |          |
| 2011                                     | 2020     | Pierre Jaussely     | DVD       | Retraité |
| 2020                                     | En cours | Guillaume Caussette |           |          |
| Les données manquantes sont à compléter. |          |                     |           |          |

## Population et société

### Démographie
L'évolution du nombre d'habitants est connue à travers les recensements de la population effectués dans la commune depuis 1793. Pour les communes de moins de 10 000 habitants, une enquête de recensement portant sur toute la population est réalisée tous les cinq ans, les populations de référence des années intermédiaires étant quant à elles estimées par interpolation ou extrapolation. Pour la commune, le premier recensement exhaustif entrant dans le cadre du nouveau dispositif a été réalisé en 2004.

En 2022, la commune comptait 8 habitants, en évolution de +100 % par rapport à 2016 (Haute-Garonne : +8,02 %, France hors Mayotte : +2,11 %).
| 1793 | 1800 | 1806 | 1821 | 1831 | 1836 | 1841 | 1846 | 1851 |
| ---- | ---- | ---- | ---- | ---- | ---- | ---- | ---- | ---- |
| 63   | 99   | 70   | 76   | 63   | 79   | 83   | 83   | 79   |

| 1856 | 1861 | 1866 | 1872 | 1876 | 1881 | 1886 | 1891 | 1896 |
| ---- | ---- | ---- | ---- | ---- | ---- | ---- | ---- | ---- |
| 79   | 78   | 68   | 55   | 47   | 64   | 47   | 44   | 44   |

| 1901 | 1906 | 1911 | 1921 | 1926 | 1931 | 1936 | 1946 | 1954 |
| ---- | ---- | ---- | ---- | ---- | ---- | ---- | ---- | ---- |
| 45   | 45   | 35   | 31   | 27   | 23   | 23   | 14   | 18   |

| 1962 | 1968 | 1975 | 1982 | 1990 | 1999 | 2004 | 2006 | 2009 |
| ---- | ---- | ---- | ---- | ---- | ---- | ---- | ---- | ---- |
| 10   | 13   | 16   | 13   | 13   | 10   | 6    | 5    | 8    |

| 2014 | 2019 | 2022 | - | - | - | - | - | - |
| ---- | ---- | ---- | - | - | - | - | - | - |
| 4    | 7    | 8    | - | - | - | - | - | - |

| selon la population municipale des années : | 1968 | 1975 | 1982 | 1990 | 1999 | 2006 | 2009 | 2013 |
| Rang de la commune dans le département      | 572  |      |      | 578  | 582  | 588  | 586  | 588  |
| Nombre de communes du département           | 592  | 582  | 586  | 588  | 588  | 588  | 589  | 589  |

### Enseignement
Trébons-de-Luchon fait partie de l'académie de Toulouse.

### Activités sportives
Randonnée pédestre, chasse, pêche,

## Économie

### Emploi
|                | 2008  | 2013  | 2018  |
| -------------- | ----- | ----- | ----- |
| Commune        | 0 %   | 0 %   | 0 %   |
| Département    | 7,7 % | 9,6 % | 9,3 % |
| France entière | 8,3 % | 10 %  | 10 %  |

En 2018, la population âgée de 15 à 64 ans s'élève à 3 personnes, parmi lesquelles on compte 33,3 % d'actifs (33,3 % ayant un emploi et 0 % de chômeurs) et 66,7 % d'inactifs,. Depuis 2008, le taux de chômage communal (au sens du recensement) des 15-64 ans est inférieur à celui de la France et du département.
La commune fait partie de la couronne de l'aire d'attraction de Bagnères-de-Luchon, du fait qu'au moins 15 % des actifs travaillent dans le pôle,. Elle ne compte aucun emploi en 2018, contre 0 en 2013 et 1 en 2008. Le nombre d'actifs ayant un emploi résidant dans la commune est de 1, soit un taux d'activité parmi les 15 ans ou plus de 14,3 %.
Sur ces 1 actifs de 15 ans ou plus ayant un emploi, aucun ne travaille dans la commune. Pour se rendre au travail, la totalité des habitants utilise un véhicule personnel ou de fonction à quatre roues.

### Activités
Un seul établissement relevant d’une activité hors champ de l’agriculture est implanté  à Trébons-de-Luchon au 31 décembre 2019.

### Agriculture
Aucune exploitation agricole ayant son siège dans la commune n'est recensée lors du recensement agricole de 2020 (aucune  en 1988),.

## Culture locale et patrimoine

### Lieux et monuments

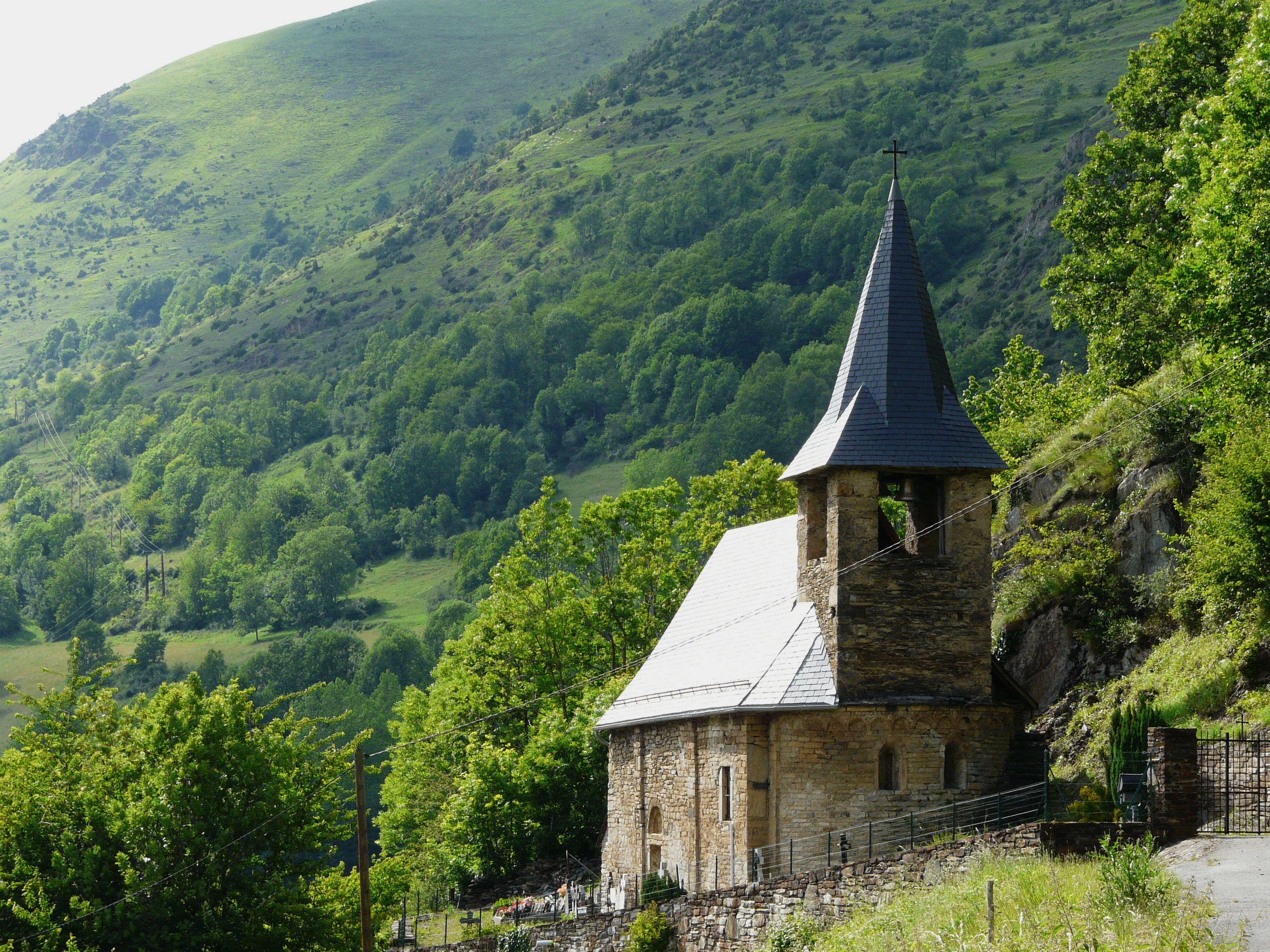
L'église Saint-Julien.

- Église Saint-Julien, romane, inscrite au titre des monuments historiques depuis 1979[42]
- Au nord, à quelques dizaines de mètres du territoire communal, la tour de Castel Blancat se trouve sur la commune voisine de Saccourvielle.